# Pleraplysilla
Pleraplysilla är ett släkte av svampdjur. Enligt Catalogue of Life ingår Pleraplysilla i familjen Dysideidae, men enligt Dyntaxa är tillhörigheten istället familjen Darwinellidae.
Kladogram enligt Catalogue of Life och Dyntaxa:
| Pleraplysilla | \| \| Pleraplysilla australis \| \| \| \| \| \| Pleraplysilla hyalina \| \| \| \| \| \| Pleraplysilla latens \| \| \| \| \| \| Pleraplysilla minchini \| \| \| \| \| \| Pleraplysilla parviconulata \| \| \| \| \| \| Pleraplysilla reticulata \| \| \| \| \| \| Pleraplysilla spinifera \| \| \| \| |
|               | \| \| Pleraplysilla australis \| \| \| \| \| \| Pleraplysilla hyalina \| \| \| \| \| \| Pleraplysilla latens \| \| \| \| \| \| Pleraplysilla minchini \| \| \| \| \| \| Pleraplysilla parviconulata \| \| \| \| \| \| Pleraplysilla reticulata \| \| \| \| \| \| Pleraplysilla spinifera \| \| \| \| |
|               | Citronia |
|               | |
|               | Dysidea |
|               | |
|               | Euryspongia |
|               | |
|               | Lamellodysidea |
|               | |
|               | Paraspongia |
|               | |
|               | Spongionella |
|               | |
|               | Pleraplysilla australis |
|               | |
|               | Pleraplysilla hyalina |
|               | |
|               | Pleraplysilla latens |
|               | |
|               | Pleraplysilla minchini |
|               | |
|               | Pleraplysilla parviconulata |
|               | |
|               | Pleraplysilla reticulata |
|               | |
|               | Pleraplysilla spinifera |
|               | |

|  | Pleraplysilla australis     |
|  |                             |
|  | Pleraplysilla hyalina       |
|  |                             |
|  | Pleraplysilla latens        |
|  |                             |
|  | Pleraplysilla minchini      |
|  |                             |
|  | Pleraplysilla parviconulata |
|  |                             |
|  | Pleraplysilla reticulata    |
|  |                             |
|  | Pleraplysilla spinifera     |
|  |                             |